# Архимедова точка
Архимедова точка — метафора, точка зрения «снаружи», из которой можно увидеть, возможно, объективную или «истинную» картину чего-либо. Может иметься ввиду взгляд на время извне времени, взгляд на науку с какой-то другой позиции, взгляд на пространственную реальность из ниоткуда.
Термин восходит к предполагаемому высказыванию Архимеда о том, что если бы у него была точка опоры и достаточно длинный рычаг, он смог бы перевернуть Землю.
Рене Декарт в «Размышлениях о первой философии» писал:

Архимед, чтобы перенести весь земной шар с одного места, которое он занимал, на другое, требовал только точки, которая была бы твердой и неподвижной; так и я буду иметь право питать самые высокие ожидания, если мне посчастливится открыть лишь одну вещь, которая является достоверной и несомненной.
Философы скептического или антиреалистического направлений, а также дефляционисты и минималисты часто утверждают, что такая предполагаемая точка зрения невозможна, фантастична, а предполагаемая объективность взгляда — миф.